# Czuwaszja

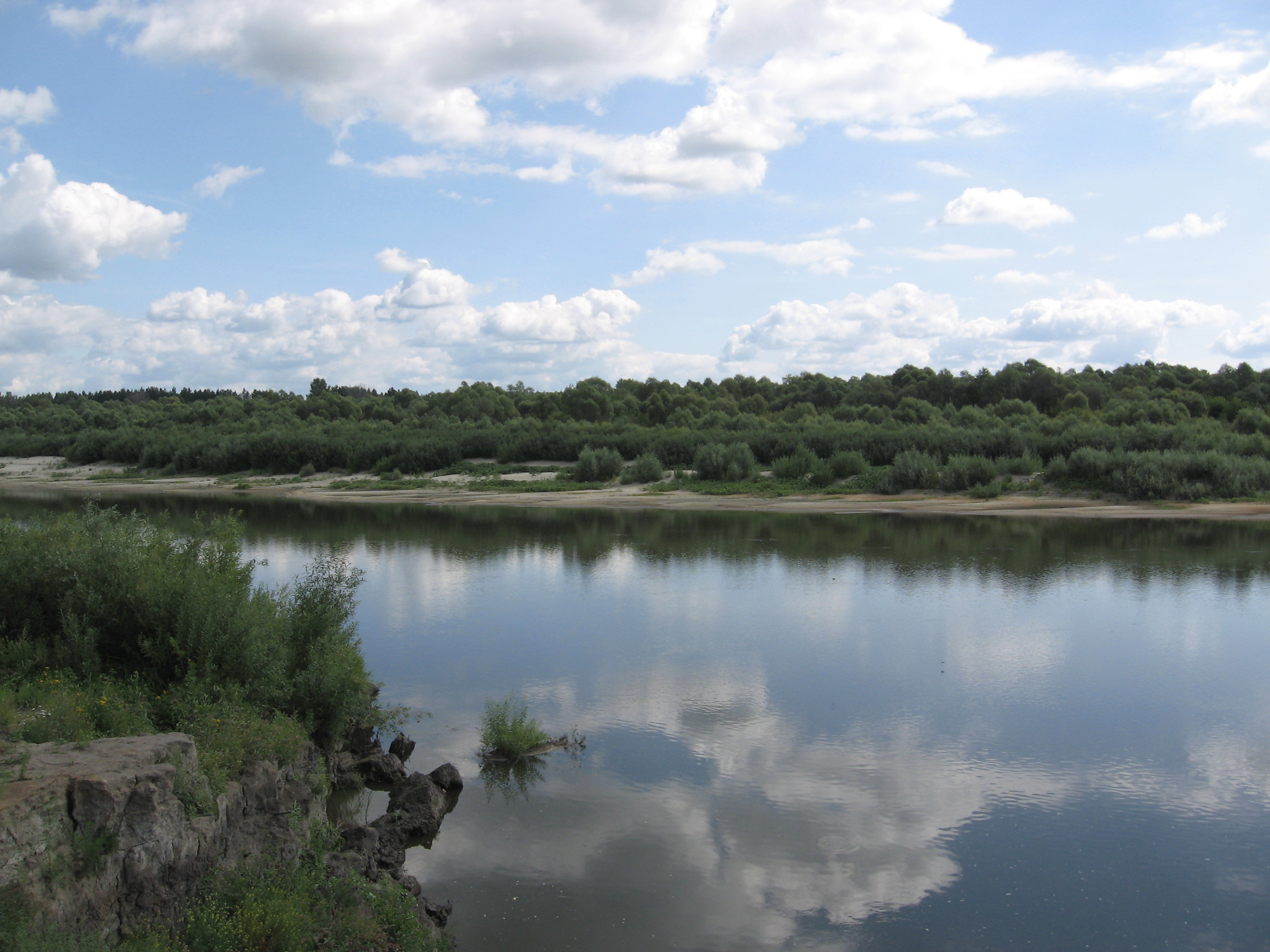
Krajobraz Czuwaszji

Czuwaszja (czuw. Чӑваш Ен, ros. Чувашия), Republika Czuwaska (czuw. Чӑваш Республики, ros. Чувашская Республика) – republika w europejskiej części Federacji Rosyjskiej.

## Geografia

### Położenie i powierzchnia
Północną jej granicę wyznacza rzeka Wołga. Na zachodzie graniczy z obwodem niżnonowogrodzkim, na północy z Republiką Mari El, na wschodzie z Republiką Tatarstanu, na południu z Obwodem Uljanowskim, na południowym zachodzie z Republiką Mordwy.
Stolicę – Czeboksary – zamieszkuje ok. 450 tys. mieszkańców.
Inne główne miasta to: Nowoczeboksarsk, Kanasz, Ałatyr, Szumerla.

### Strefa czasowa
Od 2014 r. Czuwaszja należy do moskiewskiej strefy czasowej (MSK). UTC +3:00 przez cały rok. Wcześniej, przed 27 marca 2011 roku, na terenie republiki obowiązywał czas standardowy (zimowy) strefy UTC+3:00, a czas letni – UTC+4:00.

### Klimat
Na terenie kraju panuje klimat umiarkowany typu kontynentalnego. Charakteryzują go dość długie, chłodne zimy i ciepłe lata. Średnia roczna temperatura powietrza to – zależnie od regionu od 3 °C do 3,7 °C. Przeciętnie w styczniu jest ok. −13 °C, zaś w lipcu przeciętna temperatura wynosi – +19 °C. Najniższa zanotowana w kraju temperatura to –46 °C, а najwyższa – +39 °C.
Pokrywa śnieżna zalega zwykle 5 miesięcy. W okresie zimowym gleba przemarza na głębokość od ponad 1 m (na północy) do 80–90 cm (w południowej części kraju).
Rocznie w Czuwaszji spada (zależnie od regionu) od 450 do 700 mm opadów, przy czym istnieją duża różnice w tym względzie w poszczególnych latach, i tak np. w jednym z najsuchszych lat – 1932 spadło tylko 280 mm, a z kolei w 1962 – znacznie ponad 700 mm. W ciągu ostatnich 250 lat zanotowano 32 lata nadzwyczaj suche i 21 – z ponadprzeciętnymi opadami.
Wilgotność względna powietrza waha się od 80–90% w grudniu i styczniu do 60% w maju i czerwcu.

### Szata roślinna
Pierwotną roślinność większości kraju (oprócz części południowo-wschodniej) stanowiły lasy, jednak ich karczowanie doprowadziło do tego, że w 1875 zajmowały już niespełna połowę (49%) kraju, a w 1926 – 31,2%. W latach kolejnych lesistość jeszcze spadła, lecz podejmowane od końca XX wieku zalesiania pozwoliły wrócić do stanu z 1926. W niektórych, słabo zaludnionych rejonach udział lasów w powierzchni ogólnej przekracza 50%.

### Fauna
Na terenie Czuwaszji żyje ponad 60 gatunków ssaków, 275 gatunków ptaków (z których ok. 160 gniazduje), 6 – płazów, 10 – gadów, 50 – ryb, ok. 4,5 tys. gatunków stawonogów i 41 – mięczaków.
Z gatunków mających znaczenie gospodarcze żyją tutaj łosie, norki, tchórze, kuny, lisy, zające, wiewiórki. Reintrodukowano także bobry.
Spośród ryb spotykanych w czuwaskich wodach wymienić można zwłaszcza gatunki należące do karpiowatych: leszcze, płocie i jazie.
Do rzadko spotykanych i chronionych gatunków zaliczyć można m.in. ze ssaków – wychuchola ukraińskiego i bobaka, a z ptaków – gadożera, rybołowa i orła przedniego.
W południowej części republiki znajduje się Park Narodowy „Czawasz Warmanie”.

### Rolnictwo
Na terenie Czuwaszji hoduje się:
- zboża
- groch
- konopie
- chmiel
- bydło
- trzodę chlewną
- owce

## Historia
Przodkowie Czuwaszów wywodzą się z plemion starobułgarskich, które zamieszkiwały do VIII wieku na północnym Kaukazie. W VII i VIII wieku wywędrowali oni na Bałkany, gdzie stopniowo asymilowali się wśród Słowian, oraz nad środkową Wołgę. Ta druga grupa odegrała zasadniczą rolę w etnogenezie narodu czuwaskiego. Obszary zasiedlone przez Czuwaszów znajdowały się początkowo w granicach chanatu kazańskiego. W 1551 stały się one częścią Imperium Rosyjskiego. W carskiej Rosji znalazły się one w obrębie takich guberni, jak kazańska i symbirska. 24 lipca 1920 władza komunistyczna powołała do istnienia Czuwaski Obwód Autonomiczny. 21 kwietnia 1925 przekształcony został on w Czuwaską ASRR. 24 października 1990 została ona przemianowana na Czuwaską SRR. 13 lutego 1992 powstała Republika Czuwaska, autonomiczna jednostka w składzie Federacji Rosyjskiej.

## Demografia
Czuwaszję zamieszkuje 1 207 875 osób (2021). Liczba mieszkańców kraju od lat systematycznie spada, czego główną przyczyną jest ujemny przyrost naturalny: w 2006 urodziło się 13 230 osób, a zmarło 18.838. W ciągu 2006 populacja republiki spadła o 6,0 tys. osób, z czego 5,6 tys. to wynik ujemnego przyrostu naturalnego, a 0,4 tys. – ujemnego wskaźnika migracji.
| rok  | liczba mieszkańców |
| ---- | ------------------ |
| 2007 | 1 286 200          |
| 2006 | 1 292 200          |
| 2005 | 1 299 300          |
| 2002 | 1 313 754          |

Ludność miejska (736,6 tys. osób) stanowi 57,3% populacji, a wiejska – 42,7% (549,6 tys. osób). 77% całej populacji miejskiej zamieszkuje w dwóch miastach: Czeboksarach i Nowoczeboksarsku.
Średnia gęstość zaludnienia w regionie to 70,4 os./km².

### Narodowości
Autochtoniczni mieszkańcy kraju – Czuwasze stanowią ok. 2/3 ludności republiki i są czwartą co do wielkości rdzenną narodowością Federacji Rosyjskiej.
Wyniki spisu powszechnego z 2002 wykazały, iż na terenie kraju żyją przedstawiciele 106 narodowości. Najliczniejsi są:
- Czuwasze – 889,3 tys. (67,69%)
- Rosjanie – 348,5 tys. (26,53%)
- Tatarzy – 36,4 tys. (2,77%)
- Mordwini – 16,0 tys. (1,22%)
- Ukraińcy – 6,4 tys. (0,49%)
- Maryjczycy – 3,5 tys. (0,27%)
- Białorusini – 1,9 tys.
- Ormianie – 1,3 tys.

| Narodowość (liczebność i udział procentowy) | 1939            | 1959            | 1970            | 1979            | 1989            | 2002            |
| ------------------------------------------- | --------------- | --------------- | --------------- | --------------- | --------------- | --------------- |
| Czuwasze                                    | 777 202 (72,2%) | 770 351 (70,2%) | 856 246 (70,0%) | 887 738 (68,4%) | 906 922 (67,8%) | 889 268 (67,7%) |
| Rosjanie                                    | 241 386 (22,4%) | 263 692 (24,0%) | 299 241 (24,5%) | 338 150 (26,0%) | 357 120 (26,7%) | 348 515 (26,5%) |
| Tatarzy                                     | 29 007 (2,7%)   | 31 357 (2,9%)   | 36 217 (3,0%)   | 37 573 (2,9%)   | 35 689 (2,7%)   | 36 379 (2,8%)   |
| Mordwini                                    | 22 512 (2,1%)   | 23 863 (2,2%)   | 21 041 (1,7%)   | 20 276 (1,6%)   | 18 686 (1,4%)   | 15 993 (1,2%)   |
| Ukraińcy                                    | 3629 (0,3%)     | 3837 (0,3%)     | 4487 (0,4%)     | 6122 (0,5%)     | 7302 (0,5%)     | 6422 (0,5%)     |
| Pozostali                                   | 3074 (0,3%)     | 4759 (0,4%)     | 6443 (0,5%)     | 8752 (0,7%)     | 12 304 (0,9%)   | 17 177 (1,3%)   |

## Miasta

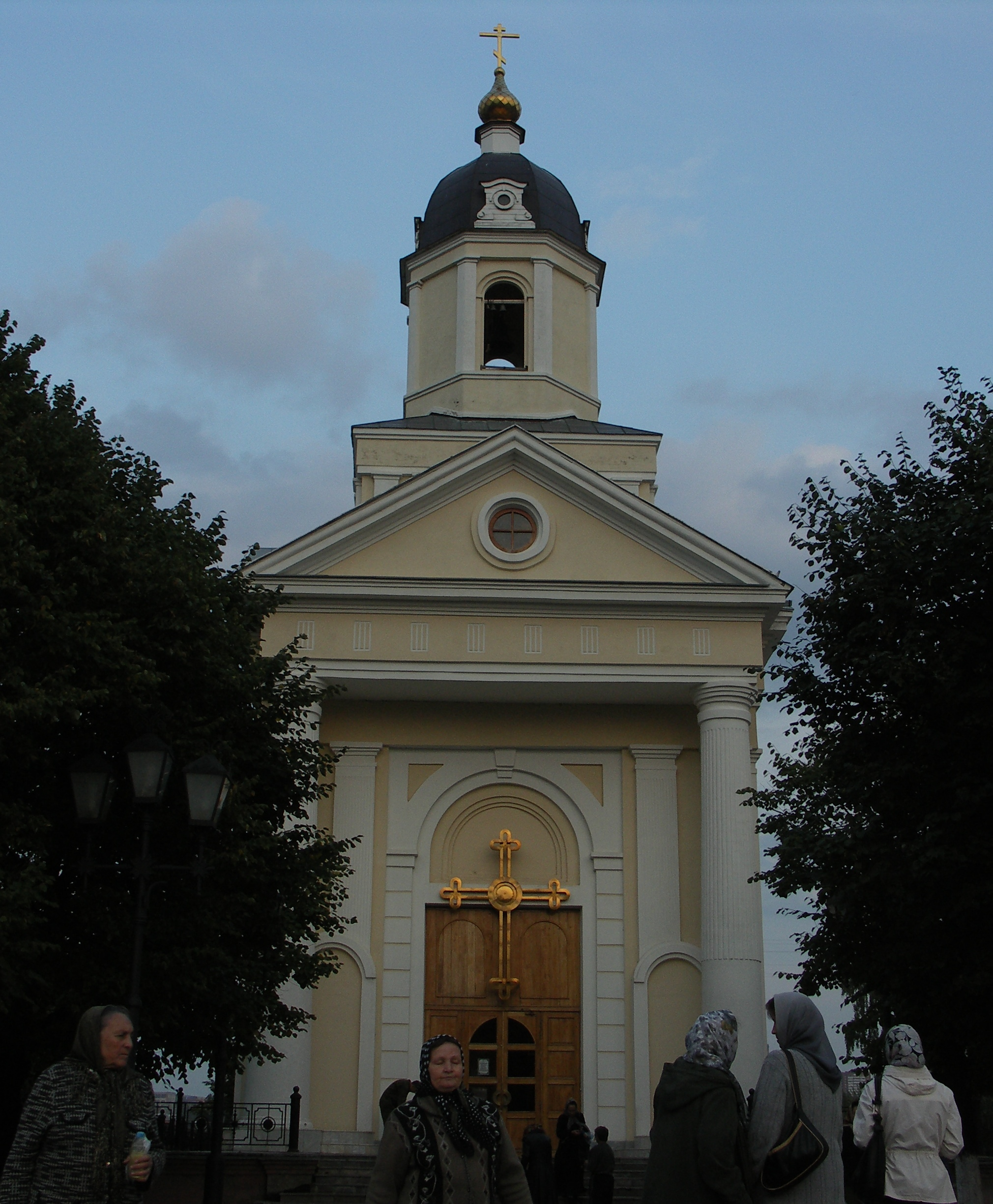
Cerkiew w stolicy kraju – Czeboksarach

| Nazwa polska     | Nazwa czuwaska | Nazwa rosyjska   | Liczba mieszkańców |
| ---------------- | -------------- | ---------------- | ------------------ |
| Czeboksary       | Шупашкар       | Чебоксары        | 442 616            |
| Nowoczeboksarsk  | Çĕнĕ Шупашкар  | Новочебоксарск   | 125 467            |
| Kanasz           | Канаш          | Канаш            | 49 069             |
| Ałatyr           | Алатăр         | Алатырь          | 42 669             |
| Szumerla         | Çĕмĕрле        | Шумерля          | 35 194             |
| Ciwilsk          | Çĕрпӳ          | Цивильск         | 12 852             |
| Kozłowka         | Куславкка      | Козловка         | 12 356             |
| Kugiesi          | Кӳкеç          | Кугеси           | 11 677             |
| Wurnary          | Вăрнар         | Вурнары          | 10 876             |
| Jadrin           | Ĕтерне         | Ядрин            | 10 232             |
| Mariinskij Posad | Сĕнтĕрвăрри    | Мариинский Посад | 10 195             |
| Ibriesi          | Йĕпреç         | Ибреси           | 9328               |
| Nowyje Łapsary   | Çĕнĕ Лапсар    | Новые Лапсары    | 7801               |
| Urmary           | Вăрмар         | Урмары           | 6258               |
| Sosnowka         | ?              | Сосновка         | 3051               |
| Buinsk           | ?              | Буинск           | 1602               |

## Podział administracyjny
Powierzchnia Czuwaszji podzielona jest na 21 rejonów. Oprócz nich jako odrębne jednostki administracyjne wydzielane są największe miasta: Ałatyr, Czeboksary, Kanasz, Nowoczeboksarsk i Szumierla.

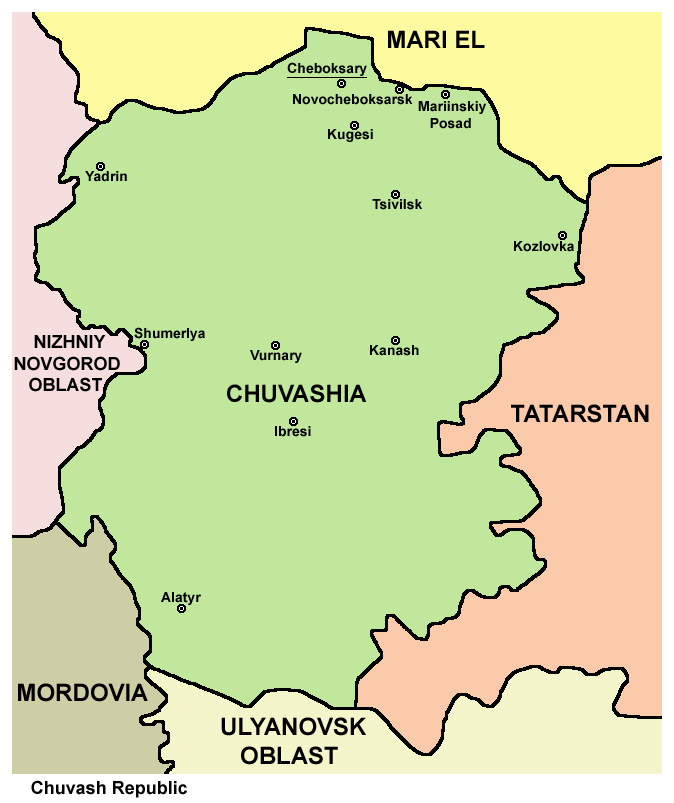
mapa konturowa Czuwaszji z zaznaczonymi dużymi miastami

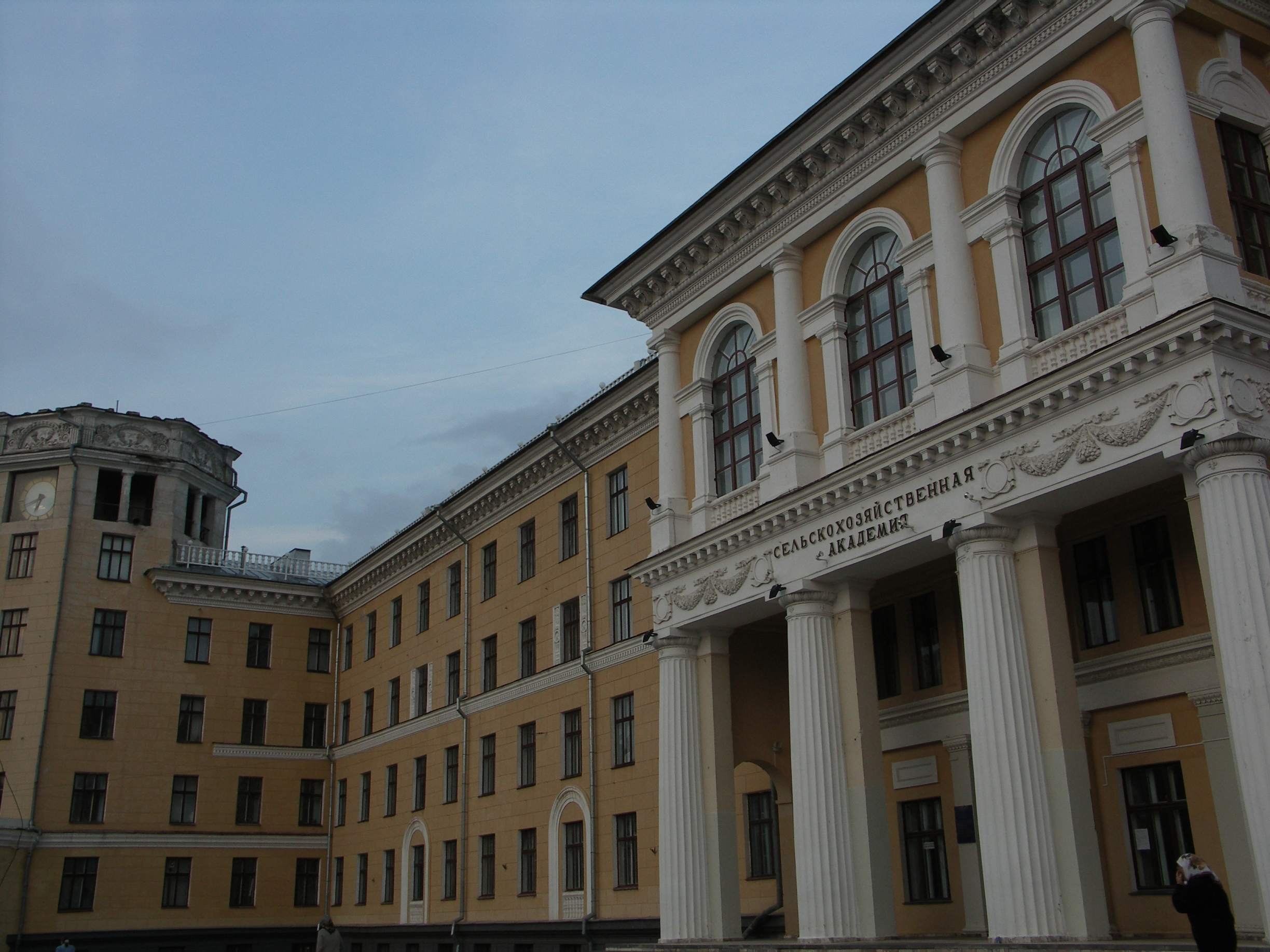
Budynek Akademii Rolniczej w Czeboksarach

Rejony:
- Alikowski
- Ałatyrski
- Batyriewski
- Burnarski
- Ciwilski
- Czeboksarski
- Ibriesiński
- Jadriński
- Jalczycki
- Jantikowski
- Kanaski
- Komsomolski
- Kozłowski
- Krasnoarmiejski
- Krasnoczetajski
- Mariiński-Posadski
- Morgauski
- Poriecki
- Szemurszyński
- Szumierliński
- Urmarski

## Tablice rejestracyjne
Tablice pojazdów zarejestrowanych w Czuwaszji mają oznaczenie 21 w prawym górnym rogu nad flagą Rosji i literami RUS.